# Arboletas (flygplats i Colombia)
Arboletas är en flygplats i Colombia.   Den ligger i departementet Antioquía, i den nordvästra delen av landet, 500 km nordväst om huvudstaden Bogotá. Arboletas ligger 1 meter över havet.
Terrängen runt Arboletas är huvudsakligen platt, men åt sydost är den kuperad. Havet är nära Arboletas åt nordväst. Runt Arboletas är det ganska glesbefolkat, med 43 invånare per kvadratkilometer. Närmaste större samhälle är Arboletes, 1,9 km söder om Arboletas. Omgivningarna runt Arboletas är en mosaik av jordbruksmark och naturlig växtlighet.